# Juanlu Sánchez
Juan Luis "Juanlu" Sánchez Velasco, född 15 augusti 2003 i Montequinto, är en spansk fotbollsspelare.

## Karriär
Juanlu Sánchez inledde sin seniorkarriär i Sevilla Atléticos  B-lag år 2019. Han debuterade i dess A-laget 2021. 2022 lånades han ut till CD Mirandés. Han har representerat Spanien på olika ungdomsnivån sedan 2019. Han blev olympisk guldmedaljör i fotboll vid olympiska sommarspelen 2024 i Paris efter att Spanien slagit Frankrike i finalen.